# Dom Weissa (Tel Awiw)
Dom Weissa (hebr. בית וייס) – zabytkowy dom w osiedlu Lew ha-Ir w zachodniej części miasta Tel Awiw, w Izraelu.

## Historia

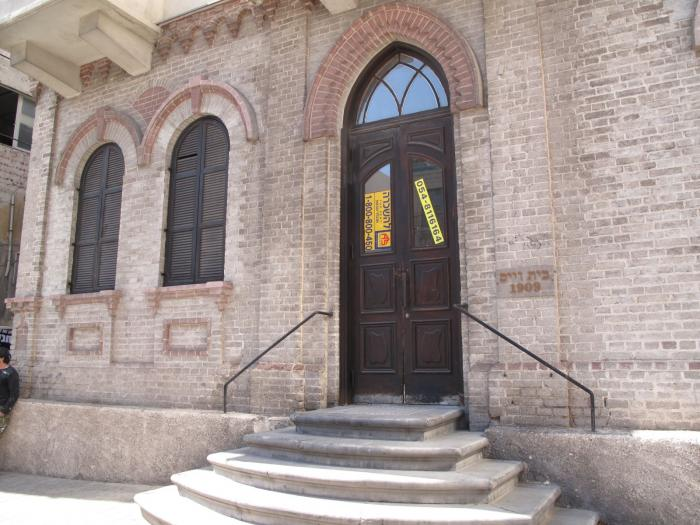
Wejście do Domu Weissa

Budynek został wybudowany w latach 1909–1910 i należał do architekta Akivy Arieh Weissa, który sam zaprojektował swój dom. Weiss był jednym z pierwszych założycieli miasta Tel Awiw. Podczas budowy budynku wykorzystywał on wyłącznie żydowskich robotników oraz cegieł produkowanych w żydowskiej cegielni położonej w Jaffie. W 1927 budynek przebudowano, dobudowując sześć pokojów na górnym piętrze. Akiva Weiss przeniósł się wówczas na piętro. Budynek był przykładem architektury w stylu międzynarodowym.
Z biegiem lat ten region miasta stał się obiektem zainteresowania handlu i rzemiosła. W związku z tym część budynku została przebudowana i dostosowana do celów komercyjnych. Na górnym piętrze aż do 1963 mieszkała córka Weissa, natomiast parter był wykorzystywany przez różne firmy i sklepy. Między innymi przez wiele lat mieściła się tutaj Księgarnia Wydawnicza "Masada".
Gdy w 2000 powstały plany budowy biurowca Africa-Israel Tower (wysokość 62 metrów), architekt Amnon Bar Or przygotował także plany renowacji Domu Weissa. Prace przeprowadzono w 2000 na koszt firmy Africa Israel Investments Ltd. (hebr. אפריקה ישראל להשקעות). Przywrócono wówczas pierwotny kształt pierwszego piętra budynku, używając do prac budowlanych rzadkich materiałów sprowadzanych z zagranicy specjalnie w tym celu.
Budynek wchodzi w skład zespołu miejskiego Białego Miasta Tel Awiwu, który został w 2003 umieszczony na Liście światowego dziedzictwa UNESCO, jako największe na świecie skupisko budynków modernistycznych.